# Јума (Аризона)
Јума (енгл. Yuma) град је у америчкој савезној држави Аризона. По попису становништва из 2010. у њему је живело 93.064 становника.

## Демографија
Према попису становништва из 2010. у граду је живело 93.064 становника, што је 15.549 (20,1%) становника више него 2000. године.
| Група             | 2000.          | 2010.          |
| Белци             | 36.784 (47,5%) | 35.306 (37,9%) |
| Афроамериканци    | 2.491 (3,2%)   | 3.010 (3,2%)   |
| Азијати           | 1.164 (1,5%)   | 1.730 (1,9%)   |
| Хиспаноамериканци | 35.400 (45,7%) | 51.033 (54,8%) |
| Укупно            | 77.515         | 93.064         |